# Allgemeine Homosexuelle Arbeitsgemeinschaft
La Allgemeine Homosexuelle Arbeitsgemeinschaft e. V. (también llamada AHA-Berlin e. V. o coloquialmente AHA; «Comunidad homosexual general de trabajo») es la segunda más antigua asociación del segundo movimiento homosexual de Alemania, fundado el 19 de marzo de 1974, además de ser la asociación LGBT que más tiempo lleva funcionando en el país. Fue fundada por miembros de la International Homosexual World Organisation (IHWO) como contrapeso al Homosexuelle Aktion Westberlin (HAW), de tendencias izquierdistas y orientación socialista, y se ha convertido durante tres décadas en uno de los centros del activismo y el ambiente LGBT de Berlín.

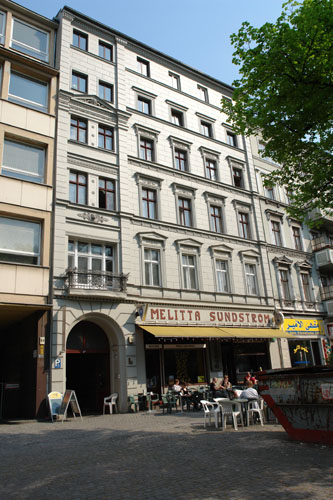
El llamado Homo-Hof («patio homo») en la calle Mehringdamm 61, en el que antiguamente se encontraba también el AHA.

El AHA ha sido en los últimos decenios una de las instituciones centrales del movimiento LGBT de Berlín. Su compromiso es ser una asociación no comercial, democrática de base y comprometida políticamente. Las decisiones se realizan cada mes en un pleno público. Es el único proyecto gay de Berlín que trabaja exclusivamente con voluntarios y sin ayuda financiera pública.

## Importancia
El AHA fue un modelo que siguieron los centros gais que se organizaron en los países de lengua alemana y es hasta la fecha (2008) la única organización de su tipo que ha podido levantarse sin ayudas estatales. Además, colaboró significativamente para ampliar la base ideológica sobre la que se construyó el colectivo gay en sus comienzos, llegando a tener una importante función de catalizador para la creación de otras organizaciones.

## Historia

### 1974 – 1984

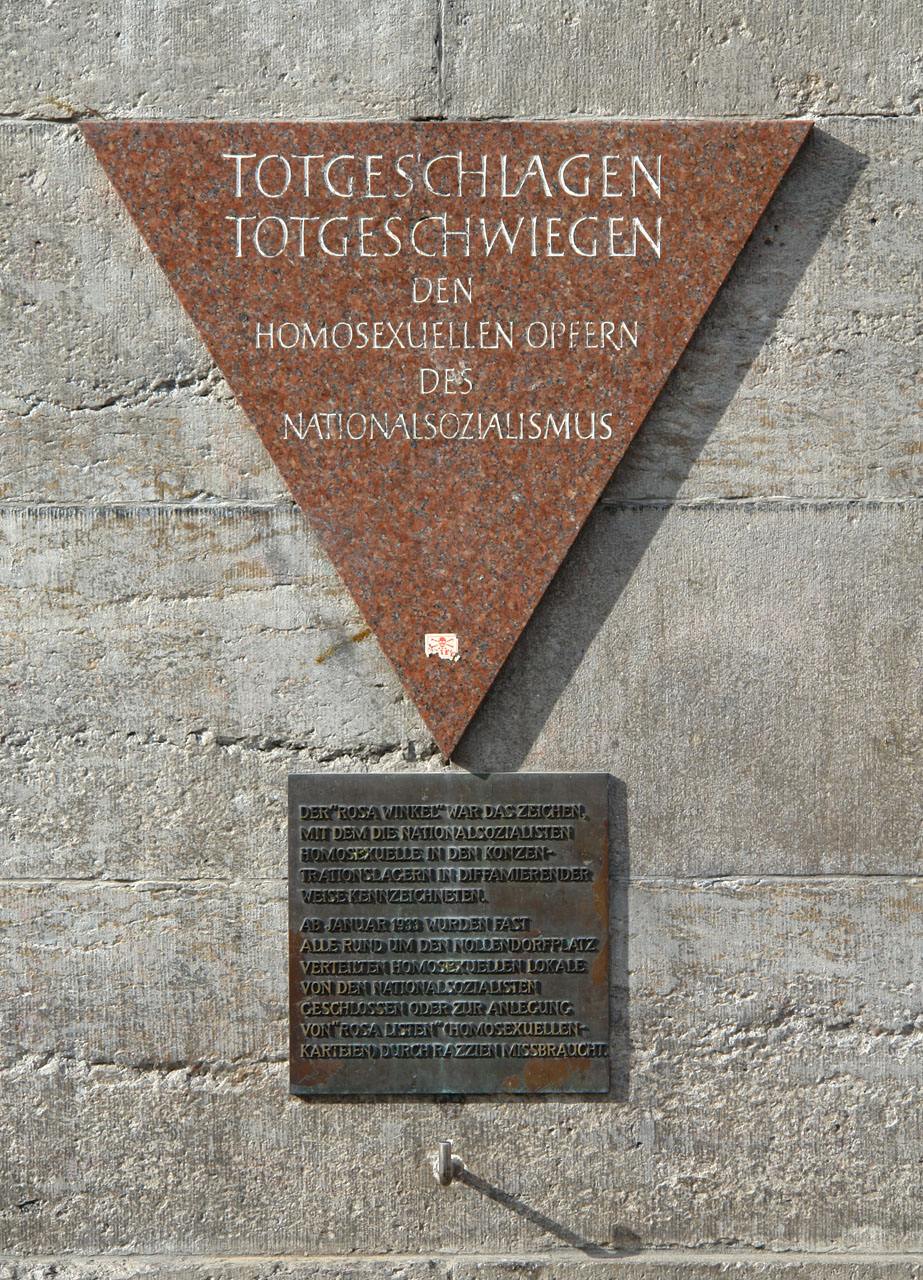
Placa conmemorativa de las víctimas nazis en Berlín.

El motivo de su fundación fue la —para muchos— excesiva cercanía que se percibía entre el Homosexuelle Aktion Westberlin (HAW) y el Sozialistische Einheitspartei Westberlins (Partido Socialista Unificado de Berlín Occidental). Precisamente en el primer decenio de su existencia, el AHA incluía a un espectro más amplio de personas e ideologías, al contrario que el HAW. A través de folletos, ayuda en la organización del Orgullo de Berlín y otras acciones públicas, colaboró de forma significativa a la aceptación de la minoría gay de la capital alemana. El AHA también defendía posiciones moderadas durante el Tuntenstreit, que se agudizó durante una discusión abierta con representantes de partidos políticos sobre la homosexualidad en las elecciones de 1980 y organizada por el AHA en Bonn.
En los primeros años se formaron a partir del entorno directo del AHA los primeros grupos que tendrían influencia en grandes organizaciones. Así, por ejemplo, surgieron el Ökumenische Arbeitsgruppe Homosexuelle und Kirche («Grupo de trabajo ecuménico Iglesia y homosexuales»; HuK) y el grupo gay dentro del Gewerkschaft Erziehung und Wissenschaft («Sindicato educación y ciencia»), empleando ambos grupos el local de AHA como punto de encuentro.
El AHA era una de las asociaciones centrales del segundo movimiento de liberación gay alemán y en 1982 era con más de 200 socios la mayor asociación gay de Alemania. A partir de 1977 (inicialmente sólo para socios) se editó la revista AHA-Info, que se convirtió en mensual a partir de 1979, convirtiéndose en una revista solicitada y archivada a nivel nacional e internacional.

### 1984 – 1994
En 1985 el AHA creó el primer grupo juvenil de Berlín, además de organizar anualmente desde 1989 un encuentro juvenil de nivel nacional llamado Warmer Winter («Invierno caliente»). De las diversas actividades ofrecidas por la asociación se fueron creando durante estos años asociaciones independientes, como por ejemplo el grupo deportivo Vorspiel – Sportverein für Schwule und Lesben Berlin. El AHA fue convirtiéndose durante esta década desde una asociación burguesa liberal en una izquierdista alternativa, que en parte retomaba el papel y las posiciones del HAW, del que había surgido entre tanto el SchwuZ, que se centraba en dar cobijo a diversas actividades y asociaciones. 
Mientras tuvo su sede en la Friedrichstraße, en Berlín Occidental, también se realizaban en sus locales el Treffen Berliner Schwulengruppen («Encuentro de grupos gais de Berlín»; TBS). En esos encuentros se realizaba la organización de la marcha del orgullo gay de Berlín, el Christopher Street Day (CSD), y se fundó la revista Siegessäule. Con la aparición de Siegessäule dejó de publicarse AHA-Info. También en la Friedrichstraße, el AHA cedió de 1985 a 1989 el primer espacio de exposición y de archivo para el recién fundado Schwules Museum. Junto con el HuK, el AHA es quien impulsó la colocación en 1989 de la placa conmemorativa de las víctimas de la persecución de los homosexuales en la Alemania nazi en forma de una triángulo rosa de Nollendorfplatz.
En 1989 el AHA se trasladó a la calle Mehringdamm, al número 61, fundando la zona gay en Mehringdamm, que se desarrolló en los años siguientes, cuando el Schwules Museum (también en 1989) y el SchwuZ (1995) se trasladaron al mismo edificio. Les siguieron en los años siguientes un número creciente de cafés, bares y otros negocios LGBT en la zona.

### 1994 – 2008

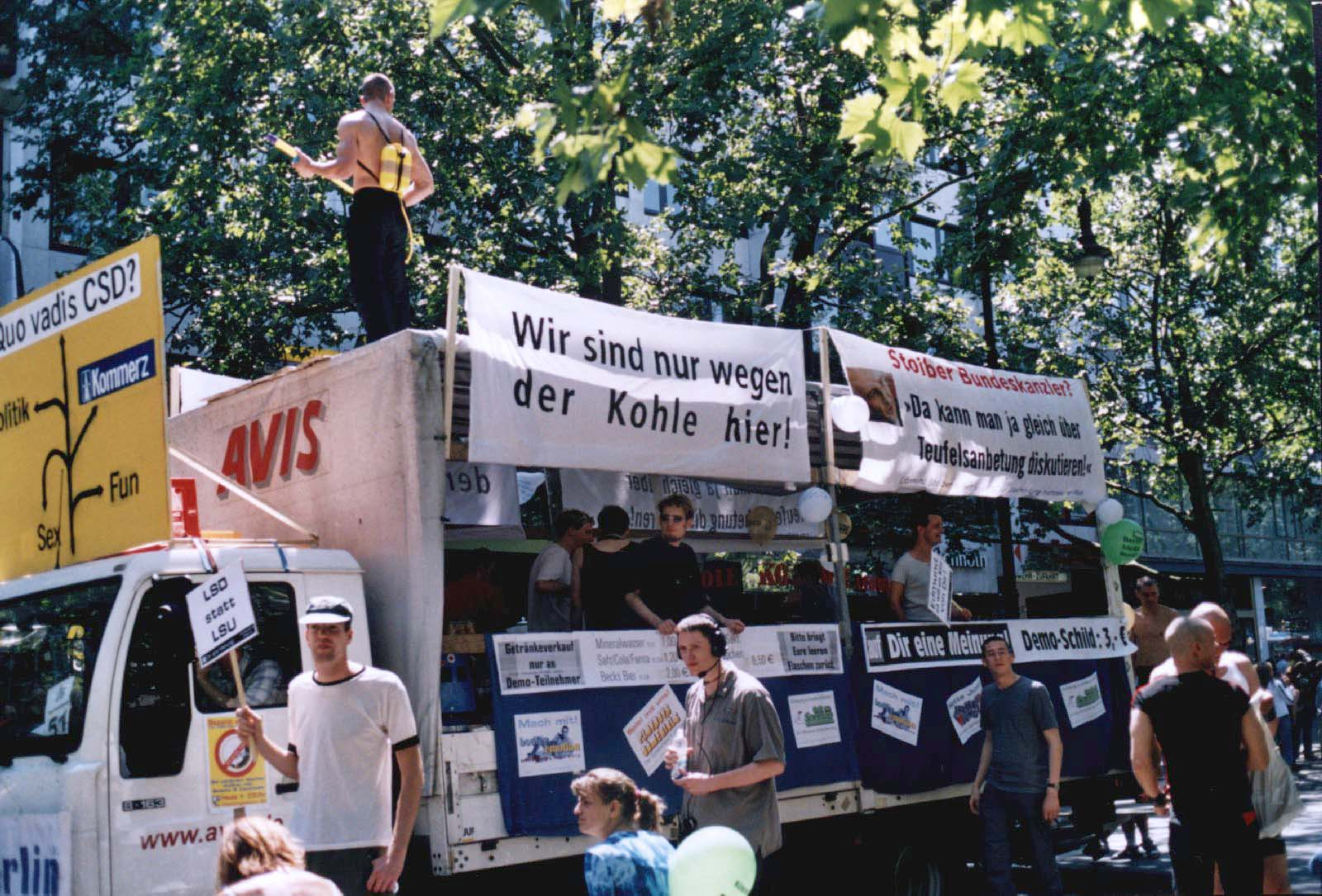
El carro de AHA en el CDS de Berlín en 2002.

A mediados de la década de 1990, el AHA organizó el primer Alternativen CSD («CSD alternativo»), más tarde llamado Kreuzberger CSD («CSD de Kreuzberg») o Transgenialer CSD («CSD transgenial»), convirtiéndose en uno de los críticos de la comercialización del CSD oficial. Durante esa misma época el AHA se convirtió de un grupo exclusivamente masculino en uno que aceptaba a mujeres. Durante esta década el AHA fue ganando importancia como centro de actividades tanto para la subcultura transgénero y travesti como para otras comunidades LGBT.
Los locales de la asociación en Mehringdamm cobijó un amplio espectro de actividades, que, entre otros, incluía grupos de jóvenes, cabaret, exposiciones, fiestas, cursillos y grupos de trabajo. Además de los grupos de ayuda para salir del armario y asesoría y comités de preparación para grandes acontecimientos (anteriormente también el CSD de Berlín). Otros grupos LGBT también empleaban los locales para sus fines, como el grupo transgénero Wigstöckel, el grupo de drag kings Kingz of Berlin, a las Hermanas de la Perpetua Indulgencia o grupos de teatro, que también realizaban sus actuaciones allí. El AHA apoya además de forma activa los programas de lucha contra el sida, como a las Hermanas de la Perpetua Indulgencia o mancheck.

## El AHA hoy
Como consecuencia del trabajo del nuevo equipo directivo elegido en marzo de 2008, en noviembre de 2008 la asociación se encontraba al borde de la quiebra, después de que no hubiese habido problemas monetarios los años anteriores. El equipo fue expulsado por mayoría de 2/3 en una nueva elección. Además, precisamente en noviembre de 2008, el ayuntamiento de Kreuzberg ordenó el cierre del local de la asociación por no tener permiso para actuar como bar o restaurante. El arrendador anuló el contrato inmediatamente, por lo que el AHA tuvo que abandonar el local el 31 de diciembre de 2008. Las reuniones de la dirección y de los diferentes grupos se realizan momentáneamente en distintos lugares.